# Cá vược khổng lồ
Cá vược khổng lồ (Stereolepis gigas) là một loài cá có nguồn gốc từ bắc Thái Bình Dương. Mặc dù thường được gọi là cá vược khổng lồ, cá vược đen hoặc cá vược đen khổng lồ, nó thật ra là một loài cá trong họ Polyprionidae chứ không phải một loài cá vược trong họ Cá mú

## Nét đặc trưng
Cá vược khổng lồ có thể đạt chiều dài lên tới 2.5 m, và một cá thể cân nặng 255 kg đã được ghi nhận. Tuy nhiên, trong sách The Channel Islands of California của Charles F. Holder, xuất bản năm 1910, tác giả tuyên bố các mẫu vật lấy từ Vịnh California đã đạt cân nặng lên đến 360 kg. Bên cạnh kích thước to lớn, loài cá vược khổng lồ còn được biết đến với tuổi thọ kéo dài. Chúng trưởng thành khi được khoảng 11 hoặc 12 năm tuổi, nặng khoảng 23 kg. Tuy nhiên, một số mẫu vật lớn nhất đã được biết là vượt hơn 2.14 m, và ước tính là 75 tuổi trở lên.
Ở phía đông Bắc Thái Bình Dương, phạm vi của nó là từ Vịnh Humboldt, California, đến Vịnh California, Mexico, phổ biến nhất là từ Point Conception về phía nam. Ở tây bắc Thái Bình Dương, nó phân bố xung quanh Nhật Bản. Nó thường ở trong những vùng nước tương đối nông, gần các khu rừng tảo bẹ, hoặc đáy đá và cát hoặc bãi bùn.

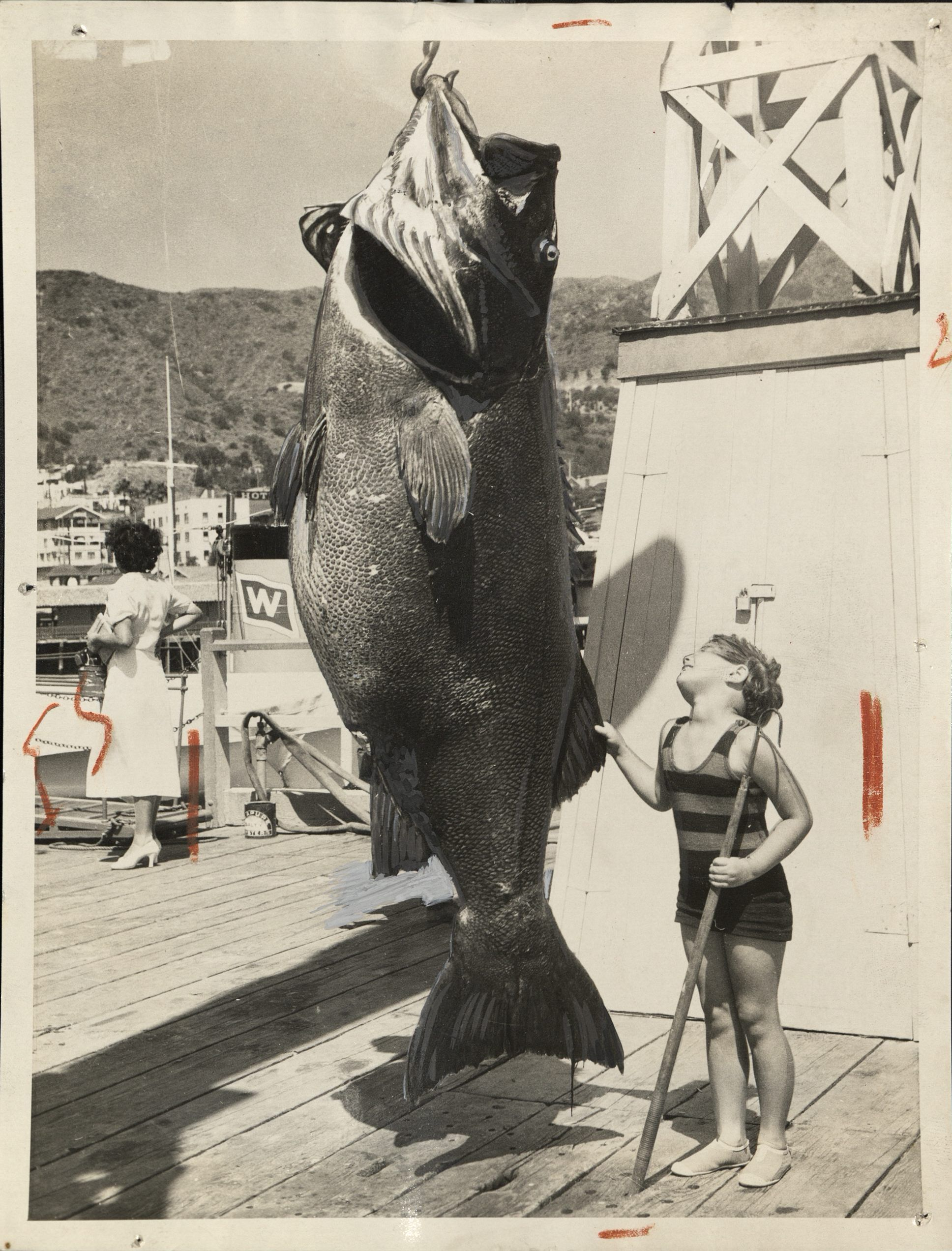
Hình của một con cá vược khổng lồ đặc biệt lớn đang được trưng bày.

## Chế độ ăn
Cá vược khổng lồ ăn động vật giáp xác, cũng như nhiều loại cá. Đối với các quần thể ngoài khơi California, cá cơm và cá đù là những nguồn thực ăn nổi bật. Cá thu, cá đầu cừu, cá trắng, cá vược trắng, và một số loại cua cũng bao gồm trong chế độ ăn của cá vược khổng lồ. Mặc dù có kích thước to lớn và vẻ ngoài cồng kềnh, cá vược khổng lồ được biết đến là di chuyển cực kỳ nhanh chóng, vượt xa các loài tông Sardini.

## Lịch sử và bảo tồn

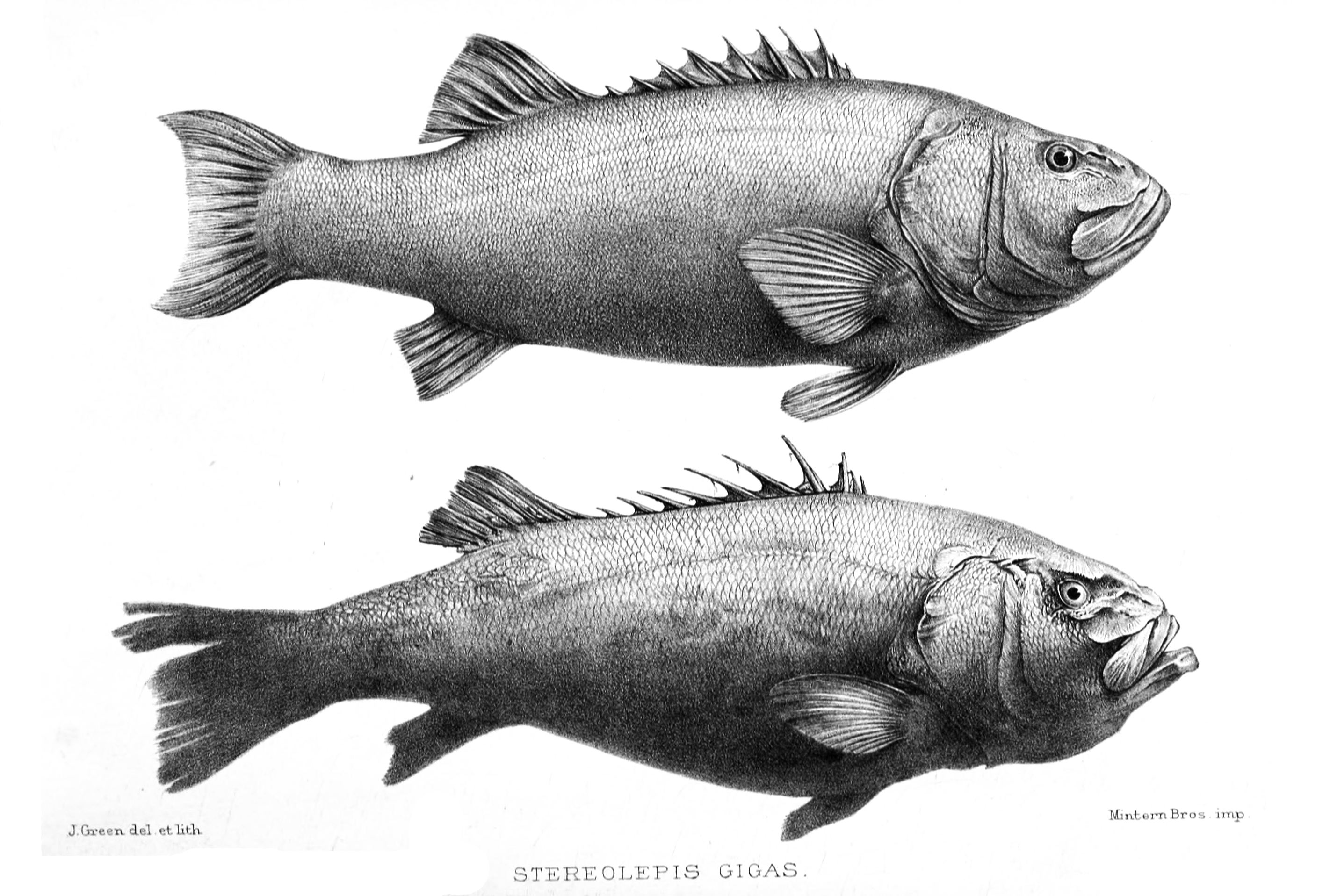
Hình vẽ, 1897

Cá vược khổng lồ từng là cư dân tương đối phổ biến ở vùng biển Nam California, tuy nhiên vào những năm 1980, nó đối mặt với nguy cơ tuyệt chủng cục bộ ngoài khơi bờ biển California. Bắt đầu từ cuối thế kỷ 19, loài này hỗ trợ nghề đánh bắt cá thương mại cả hàng trăm nghìn pao hằng năm và nghề đánh cá thể thao với hàng trăm con cá mỗi năm.
Cá vược khổng lồ cũng là một mỏ khai thác đá "trò chơi lớn" phổ biến cho cả thợ câu cá lặn tự do và thợ lặn biển. Vào những năm 1970, việc đánh bắt bằng giáo đối với loài này đã bị Cục sở Cá và Trò chơi California coi là bất hợp pháp. Một sự cố đáng tiếc đã dẫn đến sự thay đổi đột ngột của luật này. Một số người lặn tự do đã bắt được 7 con cá tại Đảo Santa Cruz. Không thể ăn gần một tấn cá, họ đã bán trái phép những con cá này cho một chợ cá ở San Pedro. Những người quản lý Cá và Trò chơi phát hiện ra rằng con cá đã bị đâm bằng cách quan sát các lỗ và vết trượt còn sót lại trên cơ thể của chúng.
Vào cuối những năm 1970, các nhà sinh vật học thuộc Cục sở Cá và Trò chơi California, nhận ra rằng quần thể cá vược khổng lồ ở địa phương đang gặp khó khăn. Các biện pháp đã được thực hiện, dẫn đến việc bảo vệ loài này khỏi hoạt động đánh bắt cá thương mại và thể thao có hiệu lực vào năm 1982. Tính đến năm 2004, người ta cho rằng quy mô quần thể của chúng ở California có thể đang tăng lên do chúng đang được bảo vệ; tuy nhiên, không có dữ liệu cứng nào để xác thực. Tổng số cá thể sinh sản ở California vào năm 2018 được ước tính là khoảng 500 cá thể, trong đó 40 đến 50 cá thể quay trở lại sinh sản quanh Đảo Catalina mỗi năm. Cá vược khổng lồ vẫn chưa được hiểu biết đến nhiều trong phần phạm vi phân bố của nó ở Mexico, mặc dù các nỗ lực đang được tiến hành để theo dõi quy mô quần thể, kết nối di truyền và áp lực đánh bắt cá dọc theo bờ biển Thái Bình Dương của bán đảo Baja .